# El Polako
El Polako – trzeci solowy album poznańskiego rapera donGURALesko. Na płycie występują również inni wykonawcy, tacy jak: Rafi, S.P.O., The Hud Comanche, Tee, Kamil of Elephant Tribe, Wunder and Mechanic of Dynamic Vibrations. Premiera płyty odbyła się 23 czerwca 2008, zajęła ona 9. miejsce na polskiej liście OLiS.

## Lista utworów
| #  | Tytuł                                                               | Producent    | Czas trwania |
| -- | ------------------------------------------------------------------- | ------------ | ------------ |
| 1  | „Uciec – wlot”                                                      | WDK          | 2:44         |
| 2  | „El Polako”                                                         | Matheo       | 3:18         |
| 3  | „Zachodni wiatr wieje 2”                                            | DJ Story     | 3:44         |
| 4  | „PeDeGie” gościnnie: Rafi                                           | Mixer, Larwa | 3:47         |
| 5  | „That's What's Up?” gościnnie: S.P.O. The Hud Commanche, Tee, Kamil | Julek        | 4:47         |
| 6  | „Sens tomów”                                                        | Mixer        | 4:01         |
| 7  | „Mercedes Benz”                                                     | Kada         | 3:00         |
| 8  | „Go Poznań”                                                         | Mixer        | 3:55         |
| 9  | „Around tha Globe” gościnnie: Wunder, Mechanic                      | WDK          | 3:31         |
| 10 | „Enemy Mine”                                                        | DJ Story     | 4:23         |
| 11 | „To co powiesz”                                                     | DJ Story     | 2:45         |
| 12 | „Łyk ginu, lodu i cin cinu”                                         | Matheo       | 3:08         |
| 13 | „Opowieść o jednym z miliona”                                       | Donatan      | 4:02         |
| 14 | „Złote maski”                                                       | Donatan      | 3:56         |
| 15 | „Wrócić – wylot”                                                    | Matheo       | 13:17        |
| 16 | Hidden track                                                        |              | 4:31         |